# Cathrine Lindahl
Eva Cathrine Lindahl, född Norberg den 26 februari 1970 i Härnösand, är en svensk curlingspelare. Hon spelade tvåa i sin syster Anette Norbergs lag från Härnösands CK som bland annat vann VM 2005 och 2006 samt tog guld i Vinter-OS 2006 i Turin och 2010 i Vancouver samma kväll som hon firade sin 40-årsdag.
Sedan många år är Cathrine Lindahl bosatt i Östersund där hon arbetar som auktoriserad revisor.
Efter avslutad elitkarriär i curlingen har Cathrine ägnat sig åt ledarskap. Dels som ungdomstränare i Östersunds Curlingklubb, dels internationellt. Hon är sedan 2016 styrelseledamot i World Curling Federation.